# Angels Cry
Angels Cry jest debiutanckim albumem brazylijskiej grupy power metalowej Angra. Płyta została nagrana w studiu Kaia Hansena w Hamburgu i wydana w 1993 roku.

## Lista utworów
1. Unfinished Allegro (Matos) – 1:15
2. Carry On (Matos) – 5:03
3. Time (Matos, Bittencourt) – 5:54
4. Angels Cry (Matos, Bittencourt) – 6:49
5. Stand Away (Bittencourt) – 4:55
6. Never Understand (Matos, Bittencourt) – 7:48
7. Wuthering Heights (Bush) – 4:38
8. Streets Of Tomorrow (Matos) – 5:03
9. Evil Warning (Matos, Bittencourt) – 6:41
10. Lasting Child (Matos) – 7:35

I. The Parting Words – 4:02
II. Renaissance – 3:35

### Edycja z1999
11. Evil Warning (Different Vocals) – 6:40
12. Angels Cry (Remix) – 6:48
13. Carry On (Remix) – 5:09

## Twórcy
- Andre Matos – śpiew
- Kiko Loureiro – gitara
- Rafael Bittencourt – gitara
- Luís Mariutti – gitara basowa

### Goście
- Dirk Schlächter (Never Understand) – gitara
- Kai Hansen (Never Understand) – gitara
- Sascha Paeth (Never Understand) – gitara akustyczna
- Thomas Nack (Wuthering Heights) – perkusja
- Alex Holzwarth – perkusja